# Dorsetkulturen

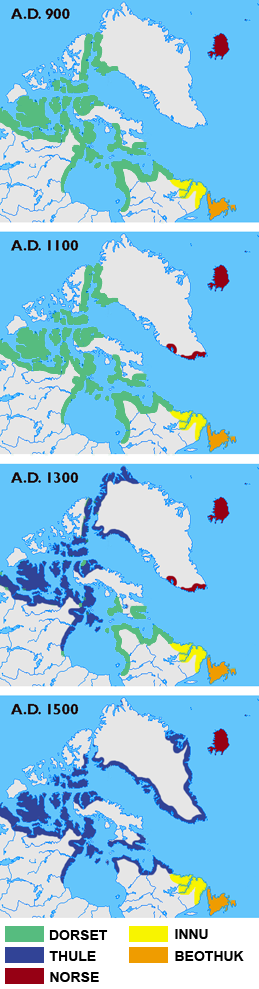

Dorsetkulturen var en ickeinuitisk folkgrupp från Grönland som troligen titulerade sig själva sallirmiut, sadlermiut eller enligt inuitisk folklore turit. Folkgruppen upphörde att existera omkring 1902.

## Dorsetkulturen
Namnet Dorsetkulturen är en exonym bildad av Cape Dorset på sydöstra Baffinön. Det förefaller som om denbighkulturens stenålderstraditioner skulle ha bidragit till uppkomsten av den första klart särpräglade kultur som växte fram i Hudson Bayregionen. Dorsetkulturen har visserligen flera klart självständiga särdrag, framför allt den utsökta behandlingen av ben och elfenben och dess konst, som innefattade inristade geometriska mönster och snidade djur- och människostatyetter. Men både det faktum att man finner en tydlig tonvikt på huggen sten och existensen av sticklar och mikrospån tyder på att den påverkats av denbighkulturen. Å andra sidan använde man också slipade skifferredskap, och därtill finns det en del likheter mellan denna kultur och de paleo inuitkulturer som växte fram längre västerut. 
Folkgruppen blev successivt utträngd av Thulefolket som vandrade in från väster från 1100-talet.